# Илин Савов
Илин Александров Савов е български офицер, комисар от МВР, юрист, професор, доктор в Академията на МВР и доктор на науките във Военна академия „Георги Раковски“ в направление "Национална сигурност". Член е на Съюза на учените в България и на Международната полицейска асоциация (IPA).
Сътрудник към Комисията за контрол над службите за сигурност, прилагането и използването на специалните разузнавателни средства и достъпа до данните по Закона за електронните съобщения на XLVII народно събрание на Република България.
От 2022 до ноември 2024 година е назначен на длъжност заместник ректор на Академия на Министерство на вътрешните работи на Република България. От месец февруари 2024 година до месец юни 2025 е заемал длъжността директор на научноизследователски институт за продоволствeна сигурност към Тракийският университет - Стара Загора. От ноември 2024 година е на директно подчинение на министърът на вътрешните работи на длъжност заместник ректор, комисар, професор, доктор на науките. 

## Биография
Роден е на 21 януари 1980 в град Смолян. През 1998 г. завършва Икономически техникум „Карл Маркс“, гр. Смолян. В периода 1998 г. – 1999 г. е военнослужещ към Военноморските сили на Република България в гр. Варна. През 2000 г. започва своята професионална кариера като разузнавач в службите за сигурност на Република България. От 2019 г. до 2023 е служител на МВР на академична длъжност професор на редовен щат във факултет „Полиция“, катедра „Оперативно-издирвателна дейност“ в Академията на МВР.
Води курсове лекции в бакалавърските и магистърските програми на Академията на МВР, Военна академия „Георги Раковски“, Пловдивски университет "Паисии Хилендарски", Нов български университет, Софийски университет "Климент Охридски" и Тракийски университет - Стара Загора. Обучава разследващи полицаи и оперативни работинци в струкутрите за противодействие на престъпността в полицейски академии и университети в Латвия, Литва, Естония, Чехия, Полша, Румъния, Гърция, Испания, Франция и други.
Многократно награждаван за постигнати високи резултати в учебно-преподавателската и научната дейност, за съществен принос при изпълнение на служебните задължения, както и за високи резултати в сферата на противодействие на престъпността и защита на националната сигурност.
Придобива професионални квалификации и специализации в областта на европейското правоприлагане, противодействие на престъпността и защита на сигурността в редица държави: Амстердам, Хага – Холандия; Виена – Австрия; Хелзинки, Тампере – Финландия; Любляна – Словения; Рим, Милано, Реджо Ди Калабрия – Италия; Букурещ – Румъния; Рейкявик – Исландия; Будапеща – Унгария; Лисабон – Португалия; Прага, Бърно - Република Чехия;Париж, Ница, Кан – Франция; Талин – Естония; Вилнюс, Каунас – Литва, Солун, Атина, Верия – Гърция; Франкфурт, Мюнхен - Германия; Рига, Резекне – Латвия; Варшава, Бидгош, Краков - Полша; Дубай, Абу Даби - Обединени арабски емирства и др.
По време на своята професионална кариера в службите за сигурност през 2004 г. завършва бакалавърска степен „Противодействие на престъпността и опазване на обществения ред“ в Академията на МВР. През 2007 г. получава магистърска степен по специалността „Защита на националната сигурност“ в Академията на МВР, а от 2010 г. е Магистър по право от ВСУ „Черноризец Храбър“ – гр. Варна.
През 2013 г. от научно жури в Академията на МВР му е присъдена образователно-научна степен „доктор“ в направление „Национална сигурност“ на тема „Взаимодействие и координация между СДОТО и оперативните служби на МВР и ДАНС при прилагане на специални разузнавателни средства". През 2015 г. придобива академична длъжност „доцент“ и е ръководител на катедра „Национална сигурност“ във Висше училище по сигурност и икономика – гр. Пловдив. През 2017 г. придобива академична длъжност „професор“ и е ръководител на учебно-научен център „Национална сигурност“. В периода от декември 2017 г. до декември 2018 г. заема длъжността „Ректор“ на Висше училище по сигурност и икономика – гр. Пловдив. През 2019 г. при напускането на Висше училище по сигурност и икономика – гр. Пловдив е удостоен с „Почетен знак“ и Грамота за активното участие в развитието на ВУЗ-а. През 2021 г. от научно жури във Военна академия „Георги Раковски“ му е присъдена образователно-научна степен „доктор на науките“ в направление „Национална сигурност“ в областта на киберпрестъпленията на тема „Организация и управление на процеса на използване на трафични данни в борбата срещу престъпността".
Илин Савов е утвърден експерт по проблемите на националната, международната и киберсигурност, както и по оперативно-издирвателните и оперативно-техническите дейности за защита от престъпни посегателства и прояви. Изнася редица доклади на престижни научни форуми в България и в чужбина. Научноизследователските му интереси са насочени в сферата на управлението и функционирането на службите за сигурност и МВР, киберпрестъпността, киберсигурността, противодействие на тежката организирана престъпност, трафика на хора, миграционните процеси, използването и контрола на специални разузнавателни средства и трафичните данни в Република България, ЕС и САЩ.
Автор е на студии, десетки доклади/статии, учебни пособия, книги и монографии -  „Специални разузнавателни средства“ (2014), „Специфични негласни методи с оперативно-технически профил“ (2020), „Международния опит в прилагането на специални разузнавателни средства“ (2021),„Роля и значение на информацията и трафичните данни в съвременната среда за сигурност“ (2022), Трафични данни - или как да се използват успешно в борбата срещу престпъпността (2023), Surveillance and secret intelligence methods (2024), За или против реформите в службите за сигурност (2024), Как да разбираме управлението на службите за сигурност (2025)
Владее английски, руски и турски език.